# バイエ・セント・アンセ
バイエ・セント・アンセ（英語: Baie Sainte Anne、フランス語: Baie Sainte-Anne、セーシェル・クレオール語: Be Sent Ann）は、セーシェルの地区のひとつ。ベ・セント・アンやベ・サンタンヌとも表記する。

## 隣接行政区画
- グランド・アンセ・プラスリン